# Brokenhearted
«Brokenhearted» — песня американского дуэта Karmin из их EP Hello. Композиция была выпущена в качестве первого сингла из мини-альбома. «Brokenhearted» была написана самими участниками дуэта Эми Хейдман и Ником Ноаном в соавторстве с Джоном Хиллом, Клодом Келли, Генри Вальтером, Эмили Райс и Ричардом Хедом. Лирика песни рассказывает о женщине, которая просит своего любовника оставить её с «разбитым сердцем». Сингл дебютировал на восьмидесятой позиции в чарте Billboard Hot 100 и достиг шестнадцатого места на двенадцатой неделе нахождения в чарте. Сингл стал успешным в Австралии, Новой Зеландии и Великобритании в которых достиг первой десятки чартов этих стран.

## О песне
«Brokenhearted» — танцевальная композиция с элементами поп-рока, пост-диско, баблгам-попа и хип-хопа. Запись песни проходила в конце лета 2011 года. Утечке трека в январе 2012 года побудила дуэт выложить «Brokenhearted» раньше намеченной даты выхода (7 февраля) на несколько дней (30 января). Для цифрового скачивания сингл стал доступен 2 февраля, а на радио он вышел 7 февраля. Согласно нотам опубликованным на сайте musicnotes.com, «Brokenhearted» записан в тональности ми мажор, 118 ударов в минуту. Вокальный диапазон Эми в песне охватывает от G ♯ 3 до C ♯ 5.
«Brokenhearted» в основном получил положительные отзывы от критиков. The Huffington Post отметил бодрое звучание несмотря на мрачное звучание. Грейди Смит из Entertainment Weekly назвал песню «солнечным поп-треком». Эндрю Унтербергер из Popdust отметил, что с «BrokenHearted» у дуэта больше шансов попасть в чарты, чем с их первым синглом «Crash Your Party», который, по его мнению, также хорош. Лиз Баркер от MTV высказалась, что песня претендует на звание самой позитивной композиции о «разбитом сердце». Билл Лэмб из About.com поделился мыслью, что Karmin находятся на пороге «прорыва».
Первое живое выступление с песней состоялось на Saturday Night Live 11 февраля 2012. Дуэт продолжил продвижение сингла, выступив на VH1 Big Morning Buzz Live, где участники объявили о выходе диска восьмого мая. 12 апреля 2012 года на The Ellen DeGeneres Show, Karmin исполнили сингл. 15 мая дуэт стал музыкальным гостем на The Tonight Show с Джеем Лено.

## Список композиций
Digital download
1. «Brokenhearted» — 3:47

Digital remixes
1. «Brokenhearted (R3hab Remix Extended)» — 4:46
2. «Brokenhearted (Mixin Marc & Tony Svejda Club Remix)» — 5:36
3. «Brokenhearted (Mixin Marc & Tony Svejda Radio Mix)» — 3:56
4. «Brokenhearted (Mixin Marc & Tony Svejda Poppin' Bottles Remix)» — 6:27
5. «Brokenhearted (Razor N Guido Main Mix)» — 7:40
6. «Brokenhearted (Razor N Guido Mixshow)» — 5:39
7. «Brokenhearted (Razor N Guido Radio Edit)» — 4:03
8. «Brokenhearted (Razor N Guido Dub)» — 4:03
9. «Brokenhearted (RNG DuHb)» — 7:10

UK Digital EP
1. «Brokenhearted» — 3:47
2. «Brokenhearted (R3hab Remix Edit)» — 3:25
3. «Brokenhearted (Mixin Marc & Tony Svejda Radio Mix)» — 3:56
4. «Brokenhearted (RNG Dub)» — 7:10

## Чарты
| Чарты (2012)                               | Высшая позиция |
| ------------------------------------------ | -------------- |
| Австралия (ARIA)                           | 9              |
| Бельгия/Фландрия (Ultratip Bubbling Under) | 11             |
| Канада (Billboard Canadian Hot 100)        | 19             |
| Чехия (Rádio — Top 100)                    | 66             |
| Ирландия (IRMA)                            | 40             |
| Новая Зеландия (Recorded Music NZ)         | 5              |
| Великобритания (OCC UK Singles)            | 6              |
| США (Billboard Hot 100)                    | 16             |
| США (Billboard Pop Airplay)                | 10             |
| США (Billboard Adult Pop Airplay)          | 9              |
| США (Billboard Adult Contemporary)         | 17             |
| США (Billboard Dance Club Songs)           | 1              |

### Итоговый-годичный чарт
| Чарт (2012)                         | Позиция |
| ----------------------------------- | ------- |
| US Billboard Hot 100                | 59      |
| US Hot Dance Club Songs (Billboard) | 14      |

## Сертификации
| Регион | Сертификация  | Продажи    |
| --- | ------------- | ---------- |
| Австралия (ARIA) | 2× Платиновый | 140 000^   |
| США (RIAA) | Платиновый    | 1,000,000* |
| * Данные о продажах приведены только на основе сертификации. ^ Данные о тиражах приведены только на основе сертификации. |               |            |

## Релиз
| Страна  | Дата        | Формат            | Лейбл             |
| ------- | ----------- | ----------------- | ----------------- |
| Тайвань | 27 мая 2012 | Цифровая загрузка | Sony Music Taiwan |